# Tschubek-Bewässerungssystem

Karte der Region mit dem Flusssystem des Amudarja, der Quellfluss Pandsch (Piandj) ist erkennbar, im Westen die Stadt Kulob

Das Tschubek-Bewässerungssystem (englisch Chubek Irrigation System, kurz CIS) ist ein Kanalsystem im Süden Tadschikistans, das Wasser aus dem Fluss Pandsch in die landwirtschaftlich intensiv genutzten Regionen im Süden des Landes bringen soll.

## Nutzen
Der Pandsch ist ein sehr wasserreicher Fluss, der der wichtigste Quellfluss des Amudarja ist. Aus dem wasserreichen Einzugsgebiet des Pandsch werden die Regionen im Süden Tadschikistans mit Wasser versorgt, das dort für die Landwirtschaft eingesetzt wird. Insbesondere in den Sommermonaten ist der Bedarf für Wasser in den südlichen Distrikten hoch. Durch das CIS werden im Jahr circa 4,5 % des Wassers des Flusses Pandsch abgeleitet.

### Klima
Das Klima in der Region ist ausschlaggebend für die Notwendigkeit eines Bewässerungssystems. Es gibt nur in den Monaten von Dezember bis Mai ausgeprägten Niederschlag, im Sommer werden Temperaturen über 40° Celsius erreicht und es gibt kaum Niederschläge. In dieser Zeit besteht eine große Abhängigkeit der Landwirtschaft vom Wasser des CIS.

## Bestehendes Bewässerungssystem
Das bestehende Bewässerungssystem stammt aus der Zeit der sowjetischen Herrschaft in Tadschikistan, der Hauptkanal wurde 1950 fertiggestellt, bis 1987 wurde das System weiter ausgebaut. Der Hauptkanal hat eine Kapazität von 150 m³ Wasser pro Sekunde. Das System dient der Bewässerung von 50.163 Hektar Land in den Distrikten Farkhor, Hamadoni, Vose und Kulob. Die Verteilung des Wassers erfolgt insgesamt zu 71 % durch Schwerkraftbewässerung und zu 29 % durch Pumpen. Verteilt auf die versorgten Bezirke wird in Farkhor die größte Fläche bewässert:
| Distrikt | bewässerte Fläche | Davon durch Pumpen |
| -------- | ----------------- | ------------------ |
| Farkhor  | 24.548 Hektar     | 24 %               |
| Hamadoni | 16.508 Hektar     | 0 %                |
| Vose     | 8.740 Hektar      | 93 %               |
| Kulob    | 367 Hektar        | 100 %              |

Ursprünglich basierte das System nur auf der Schwerkraft, aber um höhere Regionen zu erreichen, wie das auf 580 Metern Höhe gelegene Kulob, wurden schon zu Sowjetzeiten Pumpen in das Bewässerungsnetz eingebaut.

## Pläne
Die tadschikische Regierung hat ein Projekt zur Modernisierung des Tschubek-Bewässerungssystems ins Leben gerufen, für Fördergelder bei der Asiatischen Entwicklungsbank und dem Green Climate Fund beantragt worden sind. Hauptziel ist die Steigerung der Effizienz der Landwirtschaft in den betroffenen Regionen, insbesondere hinsichtlich der Wassernutzung. Ein zentrales Problem ist die Verstopfung der Kanäle durch Sedimentgestein, das im Rahmen des Projektes entfernt werden soll. Außerdem sollen weitere Kanäle gebaut werden, um die Wasserversorgung in weiteren Regionen zu gewährleisten:
| Distrikt | Länge neuer Kanäle in Metern |
| -------- | ---------------------------- |
| Farkhor  | 76.140                       |
| Hamadoni | 23.216                       |
| Vose     | 7.359                        |
| Kulob    | 70                           |

Zur Steigerung der Effizienz der Wassernutzung ist die Errichtung moderner Drainagesysteme vorgesehen. Zudem sollen die bestehenden Pumpen modernisiert werden, um gerade in Zeiten großer Nachfrage in den Sommermonaten die Versorgung sicherstellen zu können.
Die Umsetzung der Pläne soll in Zusammenarbeit des nationalen Amts für Landgewinnung und Bewässerung und der Behörde für Wasserressourcenmanagement angegangen werden. Das Projekt wird von der Asiatischen Entwicklungsbank (ADB), dem Japan Fund for Prosperous and Resilient Asia and the Pacific (JPFR) sowie dem Green Climate Fund finanziert, davon etwa 37 Millionen US-Dollar als Zuschüsse und etwa 19 Millionen US-Dollar als Darlehen. Das Projekt sollte bis Juni 2022  abgeschlossen sein, was mittlerweile jedoch auf Juni 2024 verschoben wurde.[veraltet]